# Spoorlijn Göteborg - Kalmar / Karlskrona
De spoorlijn Göteborg - Kalmar / Karlskrona ook wel Zweeds: Kust till kustbanan genoemd is een Zweedse spoorlijn tussen Göteborg en Kalmar/Karlskrona. De lijn loopt door de provincies Västra Götalands län, Jönköpings län, Kronobergs län, Blekinge län en Kalmar län.

## Geschiedenis
Het traject werd in fases geopend:
- Göteborg-Borås Järnväg (GBJ)

Het traject tussen Göteborg en Borås werd in geopend.
- Borås-Alvesta Järnväg (BAJ)

Het traject tussen Borås en Alvesta werd in geopend.
- Växjö-Alvesta Järnväg (WAJ)

Het traject tussen Alvesta en Växjö werd in 1922 geopend.
- Karlskrona-Växjö Järnväg (CWJ)

Het traject tussen Växjö en Karlskrona werd in geopend.
- Kalmar Järnväg (KJ)

Het traject tussen Emmaboda en Kalmar werd in geopend.

## Treindiensten

### SJ
De Statens Järnvägar verzorgt het personenvervoer op dit traject met Intercity treinen.
- De treindienst werd tussen 1994 en 2000 uitgevoerd met treinstellen van het type X 2K.
- De treindienst werd tussen 2000 en 2002 uitgevoerd met getrokken treinen.
- De treindienst werd tussen 2002 en zomer 2008 uitgevoerd met treinstellen van het type Littera, X 32
- De treindienst wordt sinds 2007 uitgevoerd met treinstellen van het type Regina, X 51.

- 96: Göteborg C - Borås C - Vänamo - Alvesta - Växjö - Emmabora - Kalmar C / Emmabora - Karlskrona C

Het samenwerking van SJ en DSB verzorgde vanaf het begin op 1 juli 2000 tot 11 januari 2009 het personenvervoer op dit traject met Ø-tag sneltreinen.
De treindienst werd uitgevoerd met treinstellen van het type Littera, Zweedse type: X31 / Deense type: ET
- 95: Kalmar C - Emmaboda - Växjo - Alvesta - Hässleholm C - Lünd C - Malmö C - Luchthaven Kastrup - København H

Door werkzaamheden op het traject tussen Göteborg C en Borås C zijn de volgende treindiensten geheel of gedeeltelijk vervangen door busdiensten:
- 96: Göteborg C - Borås C
- 97: Göteborg C - Borås C - Ulricehamn

### DSBFirst
De DSBFirst verzorgt het personenvervoer op dit traject met Ø-tag sneltreinen.
De treindienst wordt uitgevoerd met treinstellen van het type Littera, Zweedse type: X31 / Deense type: ET
Sinds 11 januari 2009 tot 2015:
- 95: Kalmar C - Emmaboda - Växjo - Alvesta - Hässleholm C - Lünd C - Malmö C - Luchthaven Kastrup - København H

## Aansluitingen
In de volgende plaatsen was of is er een aansluiting van de volgende spoorwegmaatschappijen:

### Göteborg
In Göteborg waren vier stations voor lokale en interlokale treinen.

#### Göteborg C

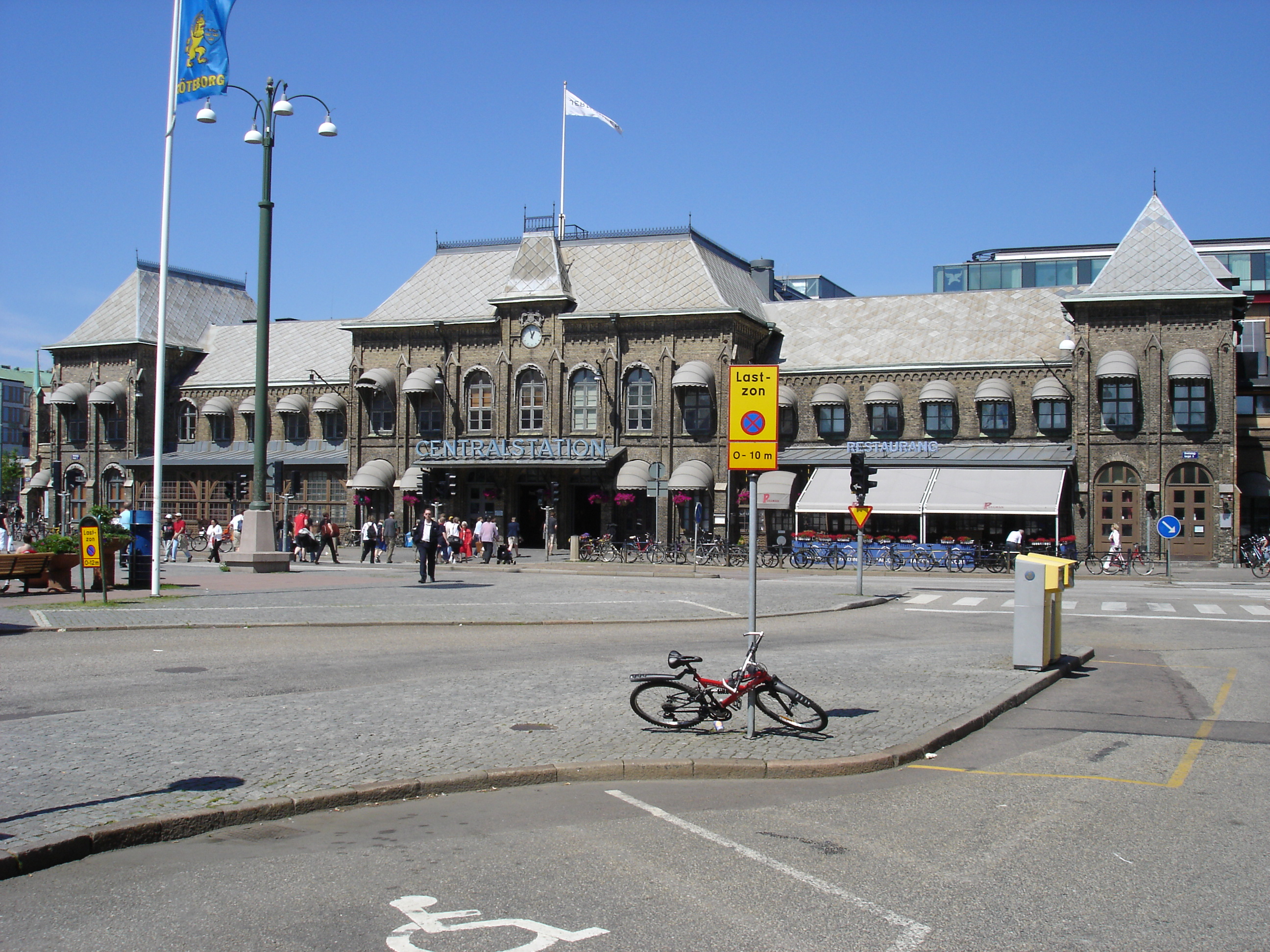
het oudste deel van Centraalstation Göteborg

Het Centraal Station in Göteborg werd in 1858 ontworpen door Adolf Wilhelm Edelsvärd (1824-1919). Het station werd gebouwd aan de Drottningtorget gebouwd en werd op 4 oktober 1858 geopend. Tegenwoordig heeft het station 16 kopsporen in gebruik. Van hieruit kan men overstappen op de stadstram van Göteborg.
- Bohusbanan spoorlijn tussen Göteborg en Skee en aansluitend met de Strömstad - Skee Järnväg naar Strömstad
- Kust till kustbanan spoorlijn tussen Göteborg en Kalmar / Karlskrona
- Västkustbanan spoorlijn tussen Göteborg C en Lund C - (Malmö C)
- Västra stambanan spoorlijn tussen Stockholm C en Göteborg C
- Vänernbanan spoorlijn Göteborg en Kil
  - Dalslands Järnväg spoorlijn tussen Sunnanå en Kornsjø met aansluiting op de Østfoldbanen naar Oslo

#### Göteborg BJ
Het Bergslagernas station in Göteborg bevond zich bij het Göteborg Centraal Station.
- Bergslagernas Järnväg (BJ) spoorlijn tussen Göteborg en Vänersborg en Falun
- Göteborg Hallands Järnväg (GHB) spoorlijn tussen Göteborg en Varberg 77 km
- Göteborg - Borås Järnväg (GBJ) spoorlijn tussen Göteborg en Borås

#### Göteborg VGJ
Het VGJ station in Göteborg bevond zich bij het Göteborg Centraal Station.
- Västergötland - Göteborgs Järnvägar (VGJ) spoorlijn tussen Göteborg en Vara - Skara naar Gullspång / Gårdsjö

#### Göteborg GSJ
Het GSJ station in Göteborg bevond zich aan het Karlsroplatsen.
- Göteborg - Särö Järnväg (GSJ) spoorlijn tussen Göteborg GSJ en Särö

### Borås

#### Borås övre
- Borås Järnväg (BJ) spoorlijn tussen Borås en Herrljunga
  - Borås - Herrljunga Järnväg (BHJ) spoorlijn tussen Borås en Herrljunga

#### Borås nedre
- Göteborg - Borås - Alvesta Järnväg (GBAJ) spoorlijn tussen Göteborg en Borås
  - Borås - Alvesta Järnväg (BAJ) spoorlijn tussen Borås en Altvasta
- Varberg - Borås Järnväg (WBJ) spoorlijn tussen Varberg en Borås
- Varberg - Borås - Herrljunga Järnväg (WBHJ) spoorlijn tussen Varberg en Herrljunga
  - Älvsborgsbanan spoorlijn tussen Uddevalla en Vänersborg naar Herrljunga en Borås

### Värnamo
- Borås - Alvesta Järnväg (BAJ) spoorlijn tussen Borås en Altvasta
- Halmstadsbanan spoorlijn tussen Nässjö en Halmstad

### Altvasta
- Södra stambanan spoorlijn tussen Falköping C en Malmö C
- Borås - Alvesta Järnväg (BAJ) spoorlijn tussen Borås en Altvasta
- Växjö - Alvesta Järnväg (WAJ) spoorlijn tussen Växjö en Alvesta

### Växjö
- Karlskrona-Växjö Järnväg (CWJ) spoorlijn tussen Karlskrona en Växjö
- Växjö - Åseda - Hultsfreds Järnväg (VÅHJ) spoorlijn tussen Hultsfred en Växjö
- Växjö - Tingsryds Järnväg (VTJ) spoorlijn tussen Växjö en Tingsryd

### Lessebo
- Karlskrona-Växjö Järnväg (CWJ) spoorlijn tussen Karlskrona en Växjö
- Kosta - Lessebo Järnväg (KLJ) spoorlijn tussen Målerås en Lessebo

### Emmaboda
- Karlskrona-Växjö Järnväg (CWJ) spoorlijn tussen Karlskrona en Växjö
- Kalmar Järnväg (KJ) spoorlijn tussen Emmaboda en Kalmar

### Karlskrona
- Blekinge kustbanan spoorlijn tussen Kristianstad en Karlskrona
- Karlskrona-Växjö Järnväg (CWJ) spoorlijn tussen Karlskrona en Växjö
- Östra Blekinge Järnväg (ÖblJ) spoorlijn tussen Gullaboby en Karlskrona

### Nybro
- Kalmar Järnväg (KJ) spoorlijn tussen Emmaboda en Kalmar
- Nybro - Sävsjöströms Järnväg (NSJ) spoorlijn tussen Nybro en Sävsjöström

### Kalmar
- Kalmar Järnväg (KJ) spoorlijn tussen Emmaboda en Kalmar
- Stångådalsbanan spoorlijn tussen Linköping en Kalmar
- Kalmar - Torsås Järnväg (KTsJ) spoorlijn tussen Kalmar en Torsås

## ATC
Het traject is voorzien van het zogenaamde Automatische Tågkontroll (ATC).

## Elektrische tractie
Het traject werd geëlektrificeerd met een spanning van 15.000 volt 16 2/3 Hz wisselstroom.

## Bron
- Historiskt om Svenska Järnvägar
- Jarnvag.net